# Lotería de Concepción
La Lotería de Concepción (conocida simplemente como Lotería) es una empresa chilena dedicada a los juegos de azar. Nació en la ciudad de Concepción en 1921. El gerente de Lotería es elegido por la rectoría de la Universidad de Concepción.

## Historia
En 1911, nace la Lotería penquista del Liceo de Hombres, es una recordada empresa estatal, antecesora de la Lotería de Concepción y sólo dura más de 9 años y con sus boletos anteriores por sólo 25 centavos; y sólo se han comprado por cuatro personas y sólo se opera en la ciudad penquista y que se mantiene hasta finales del año 1920.
La Lotería de Concepción nace en 1921 como ayuda financiera a la naciente Universidad de Concepción. Su primer juego fue su clásico Boleto del cual se realizó el primer sorteo el 8 de octubre de 1921.
El 30 de septiembre de 1990 se realizó el primer sorteo del "juego familiar de Lotería": Kino. Rápidamente se convirtió en un éxito y tuvo su propio programa de televisión, conducido por José Alfredo Fuentes en Canal 13 que iba los domingos a las 15:00 horas (hora chilena). Es actualmente, el juego más popular de Lotería.
En 1991 comienzan a distribuirse los primeros raspes de Lotería: Super Gato, Kash, Gran Karrera, La Kinta y Kachipún.
El 25 de octubre de 1998 se lanza el juego Imán (que reemplaza a Super 7), con un pozo de 800 000 000 de pesos chilenos. En 1998 se crea el pozo Super Imán, que entregaba 1 000 000 000 de pesos chilenos. En el año 1998 el juego Imán participa en Teletón 1998 dono $78.635.926
El 14 de febrero de 1999 lanza su sitio web lotería.cl, donde se puede revisar la lista de ganadores de cada producto y participar en juegos de Lotería Internet.
El 31 de diciembre de 1999 se realiza el "sorteo del milenio": Kino 2000. En esta edición especial hubo un premio a repartir nunca antes visto para ese entonces en Chile: 2 600 000 000 de pesos chilenos.
En 2002 se estrena una serie de ficción titulada La vida es una lotería, emitida primero en TVN entre 2002 y 2005 y posteriormente en Mega entre 2006 y 2007; que relata historias (no siempre verídicas) de ganadores de diversos juegos de la empresa. También se incorporaron los juegos Boleto y Raspes al servicio de Lotería Internet, y Kino e Imán a los celulares de la empresa Entel PCS. 
En mayo de 2003 se lanza el Kino Alargue, una segunda oportunidad de ganar con el cartón de Kino. Además se estrenan videojuegos en lotería.cl.
En 2004, Lotería se dedicó a un cambio de imagen sistemático, transformando su eslogan a "Donde nacen tus sueños". También cambió la imagen gráfica de sus productos, entre ellos el más popular, Kino.
En 2005 se estrenan los juegos Kino 5 y el raspe 100 Millones, el que reparte el mayor premio entregado por un juego de este tipo en la historia. 
A partir del sorteo N° 799 del 8 de enero de 2006, el número de aciertos para obtener el premio máximo del Kino cambió de 15 a 14, y a mediados de año se comenzó a realizar un segundo sorteo del Kino los días miércoles y se reemplaza el Kino Alargue por ReKino. Con todo esto, el juego de azar fue denominado por algunos meses "Nuevo Kino", ello acompañado de una nueva imagen comercial.
En agosto de 2013 se relanza el Kino 5 con nueva imagen, en tanto lo mismo se produce con el Imán en enero de 2014, que pasa a llamarse Super Imán.
En junio de 2017 se lanza el juego Al Fin le Achunté, que reemplaza a Super Imán, con un pozo de 2 000 000 000 de pesos chilenos.
En mayo de 2019 se lanza el juego Multiplica tus Lucas.
El 2 de marzo de 2020 se estrena un programa de concursos llamado La hora de jugar, que se emite por Mega de lunes a viernes a las 12:00 y es conducido por María José Quintanilla y Joaquín Méndez. El programa tiene dos juegos que se eligen al azar girando la rueda, uno es 1, 2, 3 Momia y el otro es Super Caja Fuerte de Lotería. Se participa desde el público y por llamada telefónica.
Desde marzo de 2020 se comenzó a realizar un tercer sorteo del Kino los días viernes.

## Productos

### Kino
Desde el 30 de septiembre de 1990. Es un juego de azar en el que se deben elegir 14 números entre 25 posibles, en ese juego se puede obtener premio si el boleto coincide con 14, 13, 12, 11 o 10 números entre los sorteados. Además hay premios como automóviles o bonos en dinero al número de cartón. Desde 2020 se realizan sorteos los miércoles, viernes y domingos de cada semana y se puede participar a través de agencias (comprando un cartón pre-impreso o elegir los números a través de las plantillas de Kino que son escaneadas en la terminal) o en el sitio web de la Lotería. El valor del cartón de Kino asciende a 2500 pesos chilenos.

### Kino 5
Desde mayo de 2005. Es un juego de azar en el que se deben elegir 5 números entre 36 posibles. Se puede obtener premio si el boleto comprado coincide con 5, 4, 3 o 2 números entre los 7 sorteados. Se realizan sorteos diarios y se puede participar a través de Internet o en agencias. En la actualidad el valor del cartón de Kino 5 asciende a 500 pesos chilenos.

### Al Fin le achunté
Desde junio de 2017. Es un juego de azar en el que se deben elegir 7 números entre 30 posibles, más un número de la suerte: 1, 2 o 3. Se puede obtener premio si el boleto comprado coincide con 7, 6, 5 o 4 números entre los sorteados, o también con 6, 5, 4, o 3 números, más el de la suerte. Se realizan sorteos los miércoles, viernes y domingo y se puede participar a través de Internet o en Agencias. El precio del cartón asciende a 1500 pesos chilenos.

### Multiplica tus Lucas
Desde mayo de 2019. Es un juego de azar en el que se juega con 4, 3 o 2 números apostando cierto monto (por ejemplo 1000 pesos chilenos) y multiplicándolo por cierto valor (por ejemplo 20 veces). Existen varias apuestas, con 4 números: Exacta, 4 Azar, Trío inicial o final, Par inicial o final y Terminación; con 3 números: Exacta, 3 Azar, Par inicial o final y Terminación; y con 2 números: Exacta, 2 Azar y Terminación. Se puede obtener el premio si el boleto coincide con los números sorteados en cierto orden. Se realizan tres sorteos diarios y se puede participar a través de Internet o en Agencias. El precio de la apuesta es entre 100 y 10 000 pesos chilenos.

### Boleto Lotería
Existente desde 1921, es el más antiguo de sus juegos. Los sorteos de Boleto se realizan domingo por medio en las oficinas de Concepción, son públicos y participan todos los números comprendidos entre el 0 y 99 999, cada número corresponde a un entero, que a su vez, se divide en 20 partes, representando cada una de ellas un vigésimo. Los premios se sortean al número de Boleto. Quien posea el entero -es decir, todos los vigésimos- es el dueño del Premio Mayor. Si tiene un vigésimo obtendrá la vigésima parte del premio y así sucesivamente, según la cantidad de vigésimos que posea. Además, hay más de 1800 premios de lista.

### Raspes Lotería
Desde 1991. Existen distintas variedades: 21 Real, De Otro Mundo, La Caja Fuerte, La Tómbola, El Ciclón Millonario, Al Tiro, El Chanchito Millonario, 100 Millones, Banco, Golazo, La Casa Propia, Fácil, Su Sueldo, El Aguinaldo, entre otros, así como algunos de merchandising para algunos programas de TV como A todo o nada, Casi en serio o Pase lo que pase, por ejemplo. En general el valor de los raspes va desde los 100 pesos chilenos hasta los 1000 pesos chilenos.

## Probabilidades de acertar
La probabilidad de ganar un juego de azar es de 1 entre X, cuanto menor sea X mayores posibilidades de ganar.
- Boleto Lotería: el "entero" ganador está entre los números 0 y 99 999, por tanto la probabilidad de ganar es de 1 entre 100 000; las probabilidades de un vigésimo ganador son las mismas, pero le corresponderá una vigésima parte del premio.

En los juegos de azar en donde hay que elegir un grupo de números, se puede calcular la probabilidad de acertar de cada juego calculando las posibles combinaciones que tiene cada uno. Para eso se utilizan los coeficientes binomiales.
- Kino: En el Kino hay 25 números diferentes y para la combinación ganadora se necesita acertar a 14 números, por tanto existen 4 457 400 posibles combinaciones de 14 números sobre 25 números, por tanto la probabilidad de ganar es de 1 entre 4 457 400.
- Kino 5: En el Kino 5 se debe acertar 5 números entre 36 posibles para obtener el primer premio, por tanto existen 376 992 posibles combinaciones de 5 números sobre 36 números, la probabilidad de ganar es de 1 entre 376 992.
- Al Fin le Achunté: Aquí se debe acertar 7 números entre 30 posibles para obtener el primer premio, por tanto existen 2 035 800 posibles combinaciones de 7 números sobre 30 números, la probabilidad de ganar es de 1 entre 2 035 800.
- Multiplica tus Lucas: Aquí se debe acertar lo apostado con 4, 3 o 2 números para obtener cierto premio, por tanto existen 100 combinaciones de 2 números, 1000 de 3 números y 10 000 de 4 números, la probabilidad de ganar es de 1 entre 100, 1000 o 10 000.

## Beneficencia
La Universidad de Concepción recibe un 33 % de las ganancias de la venta de sorteos. Un 5 % de la venta de los sorteos es entregada a las siguientes instituciones (según las modificaciones la Ley N.º 18.568 de mayo de 2005) en los siguientes porcentajes:
- Universidad de Chile (21,5 %)
- Universidad Católica de Chile (21,5 %)
- Fundación de Instrucción Agrícola Adolfo Matthei (1 %)
- Cruz Roja Chilena (4 %)
- Consejo de Defensa del Niño (38 %)
- Servicio de Salud Concepción para el Hospital Guillermo Grant Benavente (5 %)
- Corporación Nacional de Protección a la Ancianidad (Conapran) (4,5 %)
- Corporación de Ayuda al Niño Limitado (Coanil) (4,5 %)